# Кашкаково
Кашкаково (баш. Кашҡаҡ) — деревня в Татышлинском районе Республики Башкортостан Российской Федерации. Входит в состав Шулгановского сельсовета.

## География

### Географическое положение
Расстояние до:
- районного центра (Верхние Татышлы): 47 км,
- центра сельсовета (Шулганово): 7 км,
- ближайшей ж/д станции (Янаул): 45 км.

## Население
| 2002 | 2009 | 2010 |
| ---- | ---- | ---- |
| 516  | ↘508 | ↘481 |

Национальный состав
Согласно переписи 2002 года, преобладающая национальность — башкиры (98%).